# (3367) Alex
(3367) Alex – planetoida z pasa głównego asteroid okrążająca Słońce w ciągu 4 lat i 238 dni w średniej odległości 2,79 j.a. Została odkryta 15 lutego 1983 roku w Lowell Observatory (Anderson Mesa Station) przez Normana Thomasa. Nazwa planetoidy pochodzi od Alexa R. Baltutisa, dziadka odkrywcy. Przed nadaniem nazwy planetoida nosiła oznaczenie tymczasowe (3367) 1983 CA3.